# Diffus nebulosa

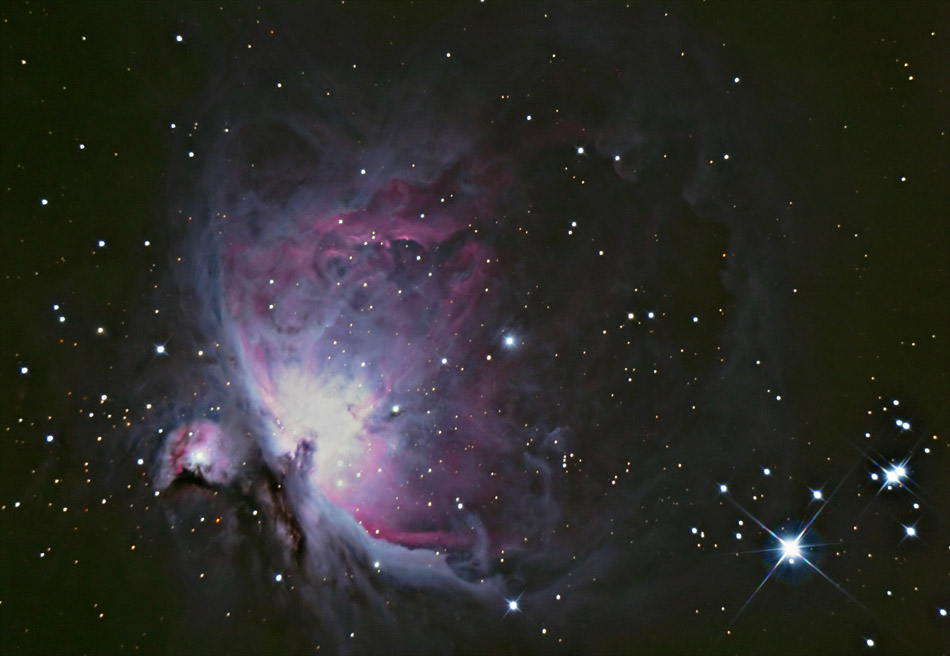
Orionnebulosan är en känd reflextionsnebulosa.

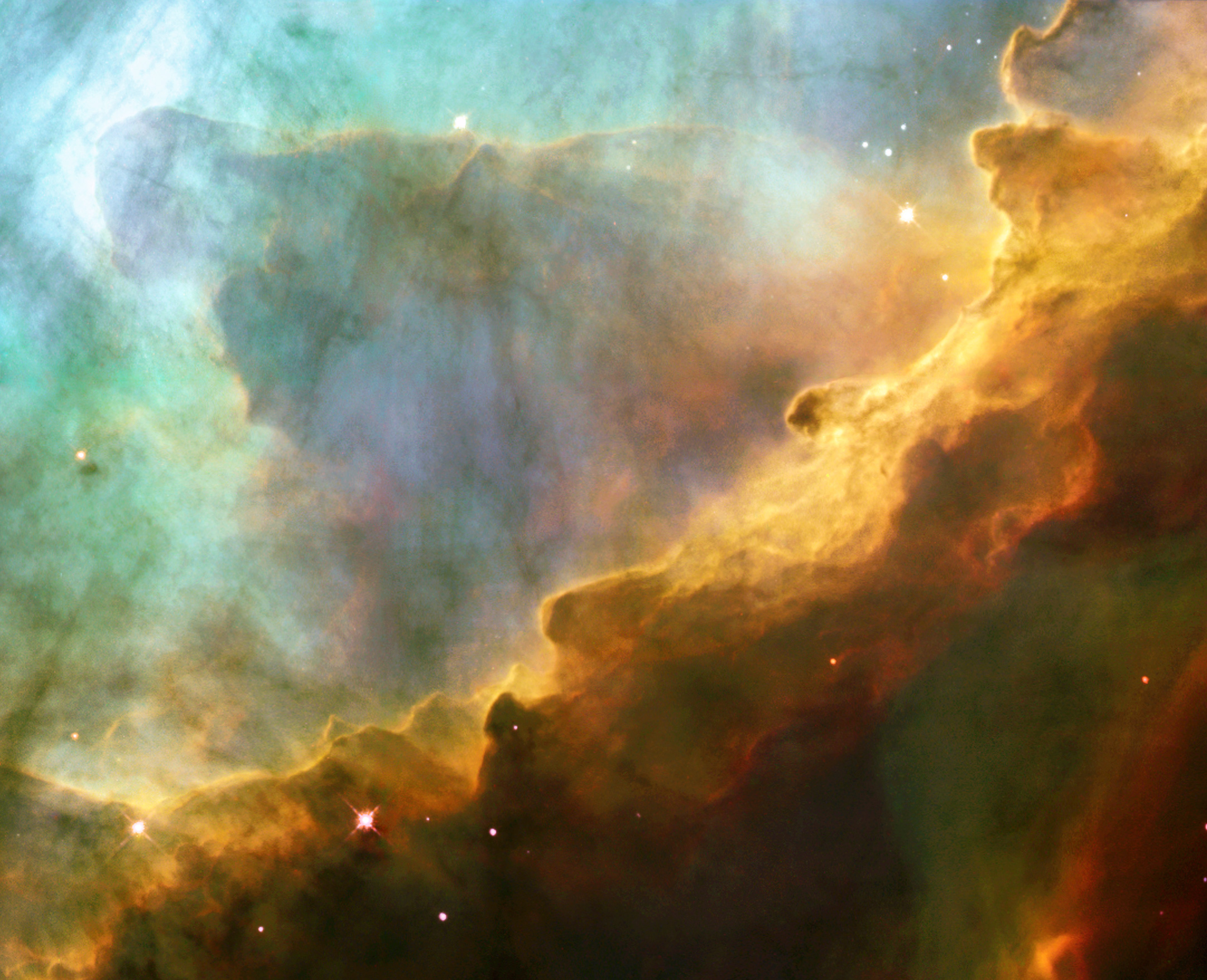
Omeganebulosan, exempel på en emissionsnebulosa.

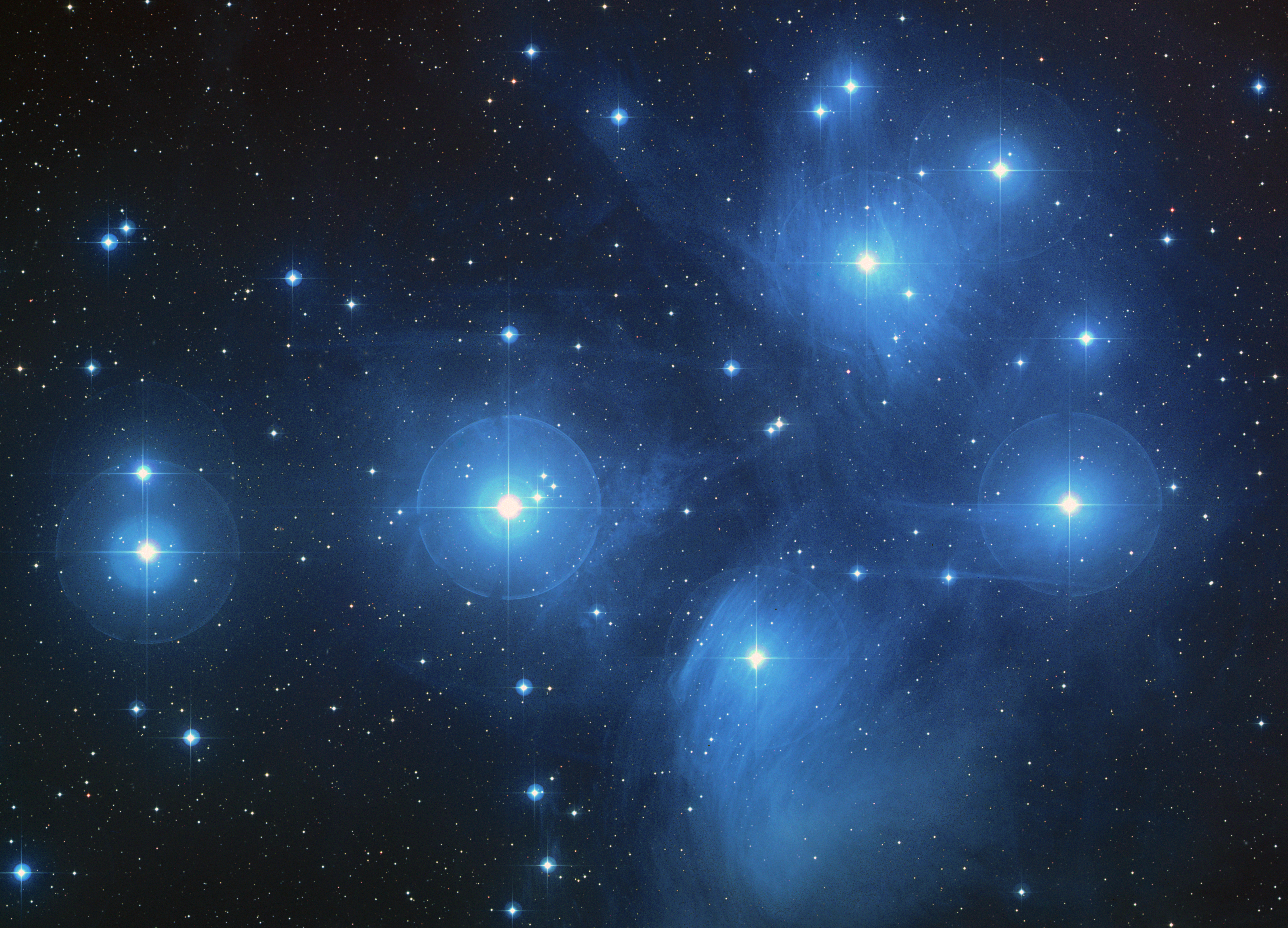
Plejaderna. Den diffusa nebulositeten runt stjärnorna är exempel på reflexionsnebulosa.

De flesta nebulosor inom astronomin kan beskrivas som diffusa nebulosor, vilket betyder att de är utsträckta och saknar väldefinierade gränser. "Diffus nebulosa" står även för att den är upplyst i motsats till de mer skarptecknade mörka nebulosorna. Man brukar skilja mellan tre typer av diffusa nebulosor, kategorier som anger hur de uppträder i synligt ljus.  
Efter hur ljuset som vi ser har uppstått, kan dessa nebulosor delas in i emissionsnebulosor och reflexionsnebulosor.  Emissionsnebulosor innehåller joniserad gas (mest joniserat väte) som ger linjeemission.  Dessa emissionsnebulosor kallas oftast för H II-regioner, där termen "HII" är astronomernas beteckning för joniserat väte. 
I motsats till emissionsnebulosorna producerar reflexionsnebulosorna obetydlig mängd synligt ljus själva, utan deras stoftpartiklar reflekterar i stället ljus från närbelägna stjärnor. En så kallad supernovarest är delvis en reflexionsnebulosa, där de expanderande kvarlämningarna efter explosionen lyser i ljuset från den kollapsade stjärnan.
Mörka nebulosor liknar diffusa nebulosor, men de syns varken genom sitt emitterade eller reflekterade ljus. I stället ses de likt mörka moln som skymmer ljuset från mer avlägsna stjärnor eller emissionsnebulosor.
Fastän dessa nebulosor syns olika vid optiska våglängder, så uppträder de alla som ljusa emissionskällor vid infraröda våglängder. Denna emission härrör främst från reflekterande stoft inom nebulosorna.